# Мачета
Мачета је дугачки нож широког листа, дужине сечива 30-65 цм. Широм света је распрострањена као ручни пољопривредни алат и приручно оружје, а служи за сечење траве (трске) и тањег растиња. С обзиром да је намењена за учестале ударце израђује се углавном од угљен челика, ознаке по АИСИ-у 1045-1095 који је еластичан и прилично лако се бруси, иако подложан корозији. Како се израђује искуцавањем из материјала, оштрица нема основну косину - као секира нпр, те није погодна за захтевније сечење. Јефтин и доступан алат често је злоупотребљаван за крваве обрачна као у Руанди или Јужној Америци. Стандардни део опреме многих војски, нарочито у тропима.
У шпанском језику, реч је вероватно деминутивни облик речи мачо, која се користила за означавање маља. Алтернативно, њено порекло може бити machaera, назив који су Римљани дали фалкати. То је порекло еквивалентног термина matchet у енглеском језику, иако се он ређе користи. На Карибима енглеског говорног подручја, као што су Јамајка, Барбадос, Гвајана и Гренада и у Тринидаду и Тобагу, за ове пољопривредне алате се користи израз катлас.

## Употребе

### Пољопривреда
У разним тропским и суптропским земљама, мачета се често користи за сечење прашуме у кишним шумама и за пољопривредне сврхе (нпр. сечење шећерне трске). Осим тога, у Латинској Америци уобичајена употреба је за кућне послове као што је резање великих намирница на комаде — као што се користи секач — или за обављање задатака грубог сечења, као што је прављење једноставних дрвених ручки за друге алате. Уобичајено је видети људе који користе мачете за друге послове, као што су цепање кокосових ораха, рад у дворишту, уклањање малих грана и биљака, сецкање хране за животиње и чишћење жбуња.
Мачете се често сматрају алатима и користе их одрасли. Међутим, многа друштва ловаца-сакупљача и културе које преживљавају кроз самоодрживу пољопривреду почињу да уче децу да користе оштре алате, укључујући мачете, од малих ногу.

### Ратовање
Људи у устанцима понекад користе ово оружје. На пример, Борукујска народна армија се незванично назива мачетеросима због радника који су држали мачету на пољима шећерне трске у прошлости Порторика.
Многа од убистава у геноциду у Руанди 1994. извршена су мачетама, и оне су биле примарно оружје које су користиле тамошње милиције Интерахамве. Мачете су такође биле препознатљиво оруђе и оружје Хаићана Тонтон Мацоуте.
Године 1762, Британци су заузели Хавану у дугој опсади током Седмогодишњег рата. Милиционерима добровољцима које је предводио Пепе Антонио, одборника Гванабакое, дате су мачете током неуспешне одбране града. Мачета је такође била најпознатије оружје током ратова за независност на Куби, иако је била ограничена на бојном пољу. Карлос Мануел де Кеспедес, власник рафинерије шећера Ла Демахагуа у близини Манзанила, ослободио је своје робове 10. октобра 1868. Он је наставио да их води, наоружане мачетама, у побуну против шпанске владе. Први коњички јуриш са мачетама као примарним оружјем извео је 4. новембра 1868. Максимо Гомез, наредник рођен у Доминиканској Републици, који је касније постао врховни генерал Кубанске војске.
Мачета је уобичајено лично оружје и оруђе за многе етничке групе у западној Африци. Мачете у овој улози се помињу у делу Чинуа Ачебовом делу Things Fall Apart.
Неке земље имају назив за ударац мачетом; шпанска реч machetazo се понекад користи у енглеском језику. На Британским Девичанским острвима, Гренади, Јамајци, Светом Китсу и Невису, Барбадосу, Светој Луцији и Тринидаду и Тобагу, реч planass значи погодити некога равним оштрицом мачете или ножа. Ударити наоштреном ивицом значи „сецкати“. Широм Кариба, израз 'cutlass' се односи на раднички резни алат.
Центар за инструкције о ратовању у џунгли Бразилске армије развио је мачету са сечивом дужине 25 cm (10 in) и веома израженом шиљком. Ова мачета се испоручује са Боувијевим ножем од 13 cm (5 in) и кременом за оштрење у корицама; заједнички названо „комплет за џунглу“ (Conjunto de Selva на португалском); производи га Индустрија материјала Белико до Брасил (IMBEL).
Мачета је коришћена као оружје током Мау Мау побуне, у геноциду у Руанди и у Јужној Африци, посебно 1980-их и раних 1990-их, када је бивша провинција Натал била разорена сукобом између Афричког националног конгреса и Зулу-националиста Инката Фридом партије.

## Производња
Добре мачете се ослањају на коришћене материјале и облик. У прошлости, најпознатији произвођач мачета у Латинској Америци и на шпанском говорном подручју Кариба била је Колинс компанија из Колинсвила, Конектикат. Компанија је основана као Колинс & компанија 1826. године од стране Семјуела В. Колинса за производњу секира. Његове прве мачете продате су 1845. године и постале су толико познате да су све добре мачете зване „un Collins”. На енглеском говорном подручју Кариба Роберт Мол & Санс из Бирмингема, Енглеска, дуго се сматрао произвођачем пољопривредних резача најбољег квалитета. Неке оштрице Роберта Мола су преживеле као сувенири путника на Тринидад, Јамајку и, ређе, Свету Луцију.
Колумбија је највећи извозник мачета широм света.

## Културни утицај
Застава Анголе садржи мачету, заједно са зупчаником.
У јужној бразилској држави Рио Гранде до Сул постоји плес под називом dança dos facões (плес мачета) у којем плесачи, који су обично мушкарци, ударају мачетама о различите површине док плешу, симулирајући битку. Мацулеле, афро-бразилски плес и борилачка вештина, такође се могу изводити са facões. Ова пракса је почела у граду Санто Амаро, Баија, у североисточном делу земље.
На Филипинима, боло се користи у обуци у ескрими, аутохтоној борилачкој вештини Филипина.